# Förchensee (Bernau am Chiemsee)
Der Förchensee (von Förche = Forelle) ist ein natürlicher See im Gemeindegebiet von Bernau am Chiemsee rund 2200 Meter nordöstlich des Ortszentrums, und 540 Meter vom südlichen Chiemsee-Ufer entfernt. Der Ablauf des Sees erfolgt heute nordöstlich über den Unteren  Förchengraben, während der Ablauf auf historischen Karten nordwestlich zum Chiemsee erfolgte.